# 黒柾志西
黒柾 志西（くろまさ しせい、1973年1月27日 - ）は、日本の漫画家。男性。北海道出身・在住。専門学校時代に知り合ったあきかん、おん、その他と同人サークル「くれじっと」を結成、現在も活動中。
商業誌ではベンジャミン名義で成人向け漫画を執筆。『鬼ごっこ』より「黒柾志西」名義でも執筆。ちなみに「黒柾志西」は元々「REXで描く時専用の名前にしませんか」と担当に持ちかけられて付けた、一迅社専用のペンネームである。

## 作品リスト

### 単行本

#### 黒柾志西名義
- 『鬼ごっこ』 （2006年 - 2009年、一迅社『月刊ComicREX』連載、全4巻）
- 『いちばん近くて、とおいふたり』[4] （2011年12月17日発売[5]、一迅社〈IDコミックス 百合姫コミックス〉、ISBN 978-4-75807-174-1、全1巻）
- 『辻堂さんの純愛ロード』 （2013年 - 2014年、原作：みなとカーニバル、一迅社『月刊ComicREX』連載、全3巻）
- 『辻堂さんのバージンロード ～純愛狼～』 （2014年、原作：みなとカーニバル、一迅社『月刊ComicREX』連載、全1巻）

#### ベンジャミン名義（成人向け）
1. 『すとれい・しーぷ』 2003年5月9日（2003年4月30日発売[6]）、マイクロマガジン社〈デルタコミックス〉、ISBN 4-89637-137-2
2. 『だって好きだもの』 2005年7月25日発売[7]、茜新社〈TENMA COMICS〉、ISBN 4-87182-776-3
3. 『放課後は淫魔』 2006年7月19日発売[8]、コアマガジン〈メガストアコミックス089〉、ISBN 4-86252-027-8
4. 『シーツの白と日陰の黒と』 2007年10月26日発売[9]、茜新社〈TENMA COMICS〉、ISBN 978-4-87182-951-9
5. 『一振り、連れて』 2010年5月21日発売[10]、茜新社〈TENMACOMICS RIN〉、ISBN 978-4-86349-156-4
6. 『魔法とパンツとオレ』 2010年8月25日発売[11]、ワニブックス〈ガムコミックス〉、ISBN 978-4-8470-3744-3
7. 『その手をとって』 2011年7月28日発売[12]、茜新社〈TENMACOMICS RIN〉、ISBN 978-4-86349-235-6
8. 『エッチな魔法で見る夢は』 2014年9月26日発売[13]、茜新社〈TENMA COMICS〉、ISBN 978-4-86349-451-0
9. 『早く射精（だ）さないとイッちゃうよ？』 2017年5月27日発売[14]、茜新社〈TENMACOMICS JC〉、ISBN 978-4-86349-629-3
10. 『君のも挿れて？ボクのもあげる♥』 2018年5月28日発売[15]、茜新社〈TENMACOMICS 好色少年〉、ISBN 978-4-86349-705-4
11. 『淫らに堕ちた男の娘』 2023年2月24日発売[16]、キルタイムコミュニケーション〈二次元ドリームコミックス〉、ISBN 978-4-7992-1746-7

### 単行本未収録作品

#### 黒柾志西名義
- コミックメガストアH（コアマガジン）
  - 思い出つくろう！（2007年1、4月号）[17][18]
- コミックメガストア（コアマガジン）
  - 森のカゴ（2009年11月号）[19]

#### ベンジャミン名義
- おと☆娘（ミリオン出版）
  - うらふ〜。ようこそ裏風紀委員へ（2012年 - 2013年、Vol.8 - 11）

### アンソロジー
- ベンジャミン名義
  - 『esー花咲く乙女のアンソロジー』 1, 2（スタジオDNA）
  - 『エミル・クロニクル・オンライン コミック・アンソロジー』 （スタジオDNA）
  - 『痕 アンソロジー』 Vol.1（スタジオDNA）
  - 『水月 アンソロジー』 （スタジオDNA）
  - 『ゼノサーガEPISODE1 アンソロジー』 Vol.1, 2（スタジオDNA）
  - 『月姫アンソロジー』 Vol.1, 2, 3（+イラスト）, 4（+イラスト）, 7, 8（スタジオDNA）
  - 『ななみとこのみのおしえてA・B・C コミック・アンソロジー』 （スタジオDNA）
  - 『MELTY BLOOD コミックアンソロジー』 Vol.1, 2, 4（スタジオDNA）
  - 『Fate/stay night コミックアンソロジー』 Vol.1, 2, 3（スタジオDNA）
  - 『ぱすてるチャイムContinue コミック・アンソロジー』 （FOX出版）
  - 『うたわれるもの アンソロジー』 Vol.1（一迅社）
  - 『好色少年のススメ』 8, 9（茜新社）
  - 『一騎挑戦-一騎当千アンソロジー-』 （ワニブックス『コミックガム』 2006年9月号付録）